# Козаченко Іван Петрович
Козаченко Іван Петрович — доктор юридичних наук, професор, заслужений юрист України.

## Науковий доробок
Автор понад 150 наукових праць.

## Науково-педагогічна діяльність
Під керівництвом Козаченка І. П. підготовлено 2-х докторів та 17 кандидатів наук.